# تعطیلات (فیلم ۲۰۰۵)
«تعطیلات» (انگلیسی: Vacation (2005 film)) یک فیلم است که در سال ۲۰۰۵ منتشر شد.